# Carry Slee
 (octobre 2018).
Si vous disposez d'ouvrages ou d'articles de référence ou si vous connaissez des sites web de qualité traitant du thème abordé ici, merci de compléter l'article en donnant les références utiles à sa vérifiabilité et en les liant à la section « Notes et références ».
Carry Slee, de son vrai nom Carolina Sofia Slee, née le 1er juillet 1949 à Amsterdam, est une écrivaine, femme de lettres, scénariste et chanteuse néerlandaise.

## Filmographie

### Scénariste
- 2006 : Keep Off de Maria Peters[1]
- 2008 : Desperate de Dave Schram[2]
- 2013 : Spijt! de Dave Schram[3]
- 2014 : Painkillers de Tessa Schram[4]
- 2016 : Kappen! de Tessa Schram[5]

## Discographie

### Album studio
- 2015 : Balen (sorti le 1er juillet 2015)